# Сде-Давид
Сде-Давид (ивр. שְׂדֵה דָּוִד‎) — сельскохозяйственный мошав в Израиле на южной прибрежной равнине между городами Кирьят-Гат и Сдерот. Мошав административно относится к региональному совету «Лахиш» и принадлежит движению «Ха-овед ха-циони».

## История
Мошав был назван в честь Залмана Давида Левонтина, российского банкира, пионера еврейских поселений на Земле Израиля, а также основателя и директора Англо-Палестинского банка (позже ставшего Банком Леуми).
Мошав был основан в 1955 году как часть района Хевель-Лахиш выходцами из Марокко, большинство из которых ранее занимались торговлей и ремеслами, но не сельским хозяйством, и им было трудно адаптироваться к обработке земли. Несмотря на это, основатели Сде-Давида ценой огромных усилий основали разнообразные фермы.
В 2016 году в мошаве был основан новый расширяющийся район с более молодым и разнообразным населением.

## Экономика
Основные отрасли хозяйства мошава — овощеводство, земледелие и теплицы для выращивания цветов.
В мошаве есть детский сад, молодёжный клуб, синагога, продуктовый магазин, миква и поликлиника.

## Население
По данным Центрального статистического бюро Израиля, население на начало 2020 года составляло 594 человека.